# Liste der Ehrenbürger der Stadt Timișoara
Der Titel Ehrenbürger der Stadt Timișoara ist die höchste Auszeichnung, die vom Temeswarer Stadtrat vergeben wird.
Dieser Titel wurde sowohl an lokale und nationale Persönlichkeiten als auch an europäische und internationale Personen vergeben. Außergewöhnliche Diplomaten, markante Politiker, hervorragende Wissenschaftler, Persönlichkeiten aus Armee und Sport, Ärzte und Künstler wurden mit diesem Titel ausgezeichnet. Im Laufe der Jahre wurden drei US-amerikanischen Präsidenten für ihre Verdienste um die Stadt der Titel verliehen. Aber auch kollektiv (die gefallenen Helden der Revolution vom Dezember 1989) wurde der Titel Ehrenbürger der Stadt Timișoara vergeben. Einigen Persönlichkeiten wurde erst nach ihrem Tod (post mortem) der Titel verliehen.
Folgende Personen wurden mit dem Titel Ehrenbürger der Stadt Timișoara ausgezeichnet:
- Josef Lonovics von Krivina (1845)
- Anton Sailer (24. März 1904)
- Heinrich Christian Baader (28. Dezember 1927)
- Georg Domaschnian (Gheorghe Domășnean) 30. November 1930, k. u. k. Generalmajor, rumänischer Divisionsgeneral und Bürgermeister von Timișoara
- Sorin Comoroșan, Medizinische und Pharmazeutische Universität Victor Babeș, Ehrenmitglied des Komitees der Vereinigung der Absolventen des C. D. Loga Kollegs (Beschluss Nr. 57/12. April 1994);
- Horst Waffenschmidt, deutscher Politiker, Parlamentarier, Vertreter der Interessen Timișoaras (Beschluss Nr. 62/26. April 1994);
- Helmut Schneider, Schriftsteller, Autor des Buches „Das Banat“, Träger des Bundesverdienstkreuzes am Bande (Beschluss Nr. 62/26. April 1994);
- Diemut R. Theato, Mitglied des Europäischen Parlaments, Vorsitzende des Deutschen Roten Kreuzes Rhein-Neckar Heidelberg, Deutschland (Beschluss Nr. 58/2. Mai 1995);
- Johannes Poigenfürst, Gründer des Unfallkrankenhauses in Temeswar (Beschluss Nr. 80/4. Juli 1995);
- Corneliu Coposu, rumänischer Politiker (Beschluss Nr. 111/14. November 1995);
- Ștefan Popa Popa’s, Karikaturist, Künstler (Beschluss Nr. 112/21. November 1995);
- Pius Brânzeu, Univ. Prof. Chirurg, Wissenschaftler (Beschluss Nr. 148/23. Januar 1996);
- Corina Peptan, Jugendweltmeisterin im Schach (Beschluss Nr. 149/23. Januar 1996);
- Hubertus Gollnick, Ehrenvorsitzender der Aktion Hilfe für Kinder (Beschluss Nr. 180/19. März 1996);
- Günther H. Köhler, für Verdienste um die Straßenbahn Timișoara und die Kooperation mit den Verkehrsbetrieben Karlsruhe, der Albtal-Verkehrs-Gesellschaft und der Bremer Straßenbahn AG (Beschluss Nr. 181/19. März 1996);
- Alfred H. Moses, Botschafter der Vereinigten Staaten von Amerika in Bukarest (Beschluss Nr. 182/19. März 1996);
- Ioan Holender, Direktor der Wiener Staatsoper (Beschluss Nr. 38/24. September 1996);
- Camelia Macoviciuc, mehrfache Weltmeisterin im Rudern (Beschluss Nr. 39/24. September 1996);
- Barbara Stamm, Ausländerbeauftragte des Landes Bayern, Deutschland (Beschluss Nr. 105/24. Juni 1997);
- Günther Rüssel, deutscher Abgeordneter, Karlsruhe, humanitäre Hilfe (Beschluss Nr. 156/16. September 1997);
- Ioachim Miloia, Historiker, Maler, Kunstkritiker und Gründer des Banater Staatsarchivs (1937) (Beschluss Nr. 156/30. Juni 1998), post mortem;
- Julius Podlipny, Künstler und Pädagoge zwischen 1926 und 1991 (Beschluss Nr. 157/30. Juni 1998), post mortem;
- Iolanda Balaș-Soter, Sportmeisterin (Beschluss Nr. 158/30. Juni 1998);
- Alexandru Niculescu, Prof., markante Persönlichkeit der europäischen Linguistik (Beschluss Nr. 232/27. Oktober 1998);
- Frederik König, für seine Verdienste um das Banater Nationalmuseum (Beschluss Nr. 169/29. Juni 1999);
- Nicolae Corneanu, Banater Metropolit (Beschluss Nr. 297/30. November 1999);
- Die Helden der Revolution vom Dezember 1989, gefallen in Timișoara (Beschluss Nr. 298/14. Dezember 1999), post mortem;[2]
- Vasile Deheleanu, Fußballspieler, vierfacher Nationalmeister und zweifacher Gewinner der Cupa României (Beschluss Nr. 96/28. November 2000);
- Ana Blandiana, Schriftstellerin, Mitglied des Rats der Front zur Nationalen Rettung (Beschluss Nr. 333/22. Februar 2000);
- Florin Călinescu, Schauspieler (Beschluss Nr. 334/22. Februar 2000);
- Carla Pelz, aktives Mitglied des Vereins Deutsch-Rumänische Freundschaft für humanitäre Hilfe (Beschluss Nr. 335/22. Februar 2000);
- Die Kämpfer der Antikommunistischen Opposition im Banat, (Beschluss Nr. 370/9. März 2000), post mortem;[3]
- Ernest Neumann, erster Rabbiner der jüdischen Gemeinschaft Timișoara (Beschluss Nr. 430/18. April 2000);
- Corneliu Murgu, Tenor, Direktor der Rumänischen Staatsoper Timișoara (Beschluss Nr. 431/18. April 2000);
- Dan Mateescu, Prof., für hervorragende Leistungen als Wissenschaftler und Pädagoge an der Polytechnischen Universität Timișoara (Beschluss Nr. 440/23. Mai 2000);
- James Rosapepe, Botschafter der USA in Bukarest (Beschluss Nr. 1/29. Januar 2001);
- Wolfgang Clement, Wirtschafts- und Arbeitsminister der BRD (Beschluss Nr. 24/27. Februar 2001);
- Dorin Teodorescu, Tenor, Direktor der Rumänischen Staatsoper (Beschluss Nr. 218/18. September 2001);
- Vladimir Jurăscu, Schauspieler (Beschluss Nr. 219/18. September 2001);
- Johann Pinkert, für Verdienste in der Wirtschaft Temeswars (Beschluss Nr. 220/18. September 2001);
- Vasile Pintea, Maler und Grafiker (Beschluss Nr. 314/27. November 2001);
- Mircea Șerbănescu, Schriftsteller und Journalist (Beschluss Nr. 343/22. Oktober 2001);
- Petru Drăgan, Urologe, erste Nierentransplantation in Temeswar (Beschluss Nr. 344/18. Dezember 2001);
- Ioan Munteanu, erste künstliche Befruchtung in Rumänien, (1995), erste Embryotransplantation (1996) (Beschluss Nr. 1/29. Januar 2002);
- Anavi Adam, Schriftsteller (Beschluss Nr. 2/29. Januar 2002);
- Cosmin Contra, Fußballspieler (Beschluss Nr. 3/29. Januar 2002);
- Francesco Pasi, Administrationsmitglied im Casa Faenza, für substanzielle Spenden zu Gunsten der Stadt (Beschluss Nr. 17/26. Februar 2002);
- Gheorghe Tohăneanu, Linguist (Beschluss Nr. 124/14. Mai 2002);
- Vittorio Maggi, Vorsitzender des Vereins Rumänisch-Italienische Freundschaft, Autor zahlreicher Bücher über Temeswar (Beschluss Nr. 125/14. Mai 2002);
- Viorel Cosma, Musikwissenschaftler, Musikkritiker ("Lexiconul muzicienilor romani”) (Beschluss Nr. 126/14. Mai 2002);
- Diogene Bihoi, Theaterregisseur (Beschluss Nr. 158/25. Juni 2002), post mortem;
- László Székely, erster Stadtarchitekt, (Beschluss Nr. 159/25. Juni 2002), post mortem;
- Eugen Todoran, Eminescukundler, Wissenschaftler und Pädagoge (Beschluss Nr. 246/17. September 2002), post mortem;
- Ioan Nicolae Drăghici, General in Reserve, ausgezeichnet mit dem Orden Mihai Viteazul (Beschluss Nr. 247/17. September 2002);
- Mircea Tomescu, General in Reserve, ausgezeichnet mit dem Orden Mihai Viteazul (Beschluss Nr. 248/17. September 2002);
- Deliu Petroiu, Literaturkritiker und Pädagoge (Beschluss Nr. 249/17. September 2002);
- Ion Enescu, Colonel (Beschluss Nr. 299/12. November 2002), post mortem;
- Dorin Tudoran, Poet, Journalist, Dissident (Beschluss Nr. 45/25. März 2003);
- Iosif Pilz, für humanitäre, ökumenische und karitative Tätigkeit (Beschluss Nr. 115/24. Juni 2003);
- Iosif Costinaș, Schriftsteller, Journalist (Beschluss Nr. 232/11. November 2003), post mortem;
- Simona Amânar Tabără, internationale Kunstturnerin (Beschluss Nr. 233/11. November 2003);
- Margit Șerban, zusammen mit Viorel Șerban für die Gründung des Diabeteszentrums „Cristian Șerban“ in Buziaș (Beschluss Nr. 234/11. November 2003);
- Viorel Șerban, für Verdienste auf dem Gebiet der Erforschung von Diabetes (Beschluss Nr. 235/11. November 2003);
- Klaus Peter-Marte, deutscher Konsul in Temeswar (Beschluss Nr. 236/11. November 2003);
- Dan Potra, Kunstturner, Europameister (Beschluss Nr. 37/28. September 2004);
- Michael Guest, Botschafter der USA in Bukarest für seine Verdienste um die Stadt Temeswar (Beschluss Nr. 58/30. März 2004);
- Karl-Ernst Nowak, für die Gründung einer Hilfsorganisation zu Gunsten des Kinderspitals in Timișoara (Beschluss Nr. 104/27. April 2004);
- Dorina Nowak, stellv. Vorsitzende der Kinderklinik Temeswar, Initiatorin der Partnerschaft der Flughafengesellschaften Timișoara und Bremen (Beschluss Nr. 105/27. April 2004);
- Dionisie Linția, bedeutendster Ornithologe der Zwischenkriegszeit und erster Direktor des Banater Museums (Beschluss Nr. 106/27. April 2004), post mortem;
- Constantin Gruescu, Sammler, Mineraloge, Mitglied der Vereinigung der Mineralogen in Basel (Schweiz) und der Vereinigung der Geografie-Wissenschaftler in Rumänien (Beschluss Nr. 107/27. April 2004);
- Johnny Weißmüller, fünffacher olympischer Meister und Tarzan-Darsteller (Beschluss Nr. 143/18. Mai 2004), post mortem;
- Gheorghe Leahu, Direktor des Rumänischen Nationaltheaters Timișoara (1956–1973) (Beschluss Nr. 144/18. Mai 2004), post mortem;
- Pieter Jan Wolthers, holländischer Botschafter in Bukarest, für seine Verdienste um die Stadt Temeswar (Beschluss Nr. 228/24. Mai 2005);
- Jean Parigi, Direktor des Europäischen Jugendzentrums (Beschluss Nr. 257/28. Juni 2005);
- Ștefan Bertalan (Beschluss Nr. 379/25. Oktober 2005);
- Berno Rupp, Salvatorianerpater, für sein soziales Engagement (Beschluss Nr. 380/25. Oktober 2005);[4]
- Marius Munteanu (Beschluss Nr. 19/31. Januar 2006), post mortem;
- Horia Colibășanu (Beschluss Nr. 316/25. Juli 2006);
- Alexander Josef Ternovits (Beschluss Nr. 424/3. Oktober 2006);
- Paul Goma (Beschluss Nr. 1/30. Januar 2007);
- Aurel Anton (Beschluss Nr. 2/30. Januar 2007);
- Mariana Șora (Beschluss Nr. 122/24. April 2007);
- Mihail Șora (Beschluss Nr. 123/24. April 2007);
- Mugur Isărescu (Beschluss Nr. 231/31. Juli 2007);
- Hansi Moser (Beschluss Nr. 232/31. Juli 2007);
- Roland Gunesch (Beschluss Nr. 233/31. Juli 2007);
- Alexander Fölker (Beschluss Nr. 234/31. Juli 2007);
- Alexandru Buligan (Beschluss Nr. 235/31. Juli 2007);
- Oscar Szuhanek (Beschluss Nr. 236/31. Juli 2007);
- Șerban Foarță (Beschluss Nr. 323/25. September 2007);
- Constantin Lache (Beschluss Nr. 410/27. November 2007);
- Gabriel Banat (Beschluss Nr. 60/26. Februar 2008);
- Poenaru V. Dan (Beschluss Nr. 129/25. März 2008);
- Toma Dordea (Beschluss Nr. 178/22. April 2008);
- Nicolae Doran (Beschluss Nr. 179/22. April 2008), post mortem;
- veterani de război (Beschluss Nr. 180/22. April 2008);[5]
- Alexandru Șumski (Beschluss Nr. 311/29. Juli 2008);
- Nikolaus Wolcz (Beschluss Nr. 312/29. Juli 2008);
- Cornel Ungureanu (Beschluss Nr. 382/30. September 2008);
- Livius Ciocârlie (Beschluss Nr. 383/30. September 2008);
- Constantin Flondor (Beschluss Nr. 384/30. September 2008);
- Adalbert Przibram (Beschluss Nr. 385/30. September 2008);
- Anghel Dumbrăveanu (Beschluss Nr. 429/28. Oktober 2008);
- Remus Georgescu (Beschluss Nr. 430/28. Oktober 2008);
- Peter Jecza (Beschluss Nr. 153/28. April 2009), post mortem;
- Rolf Maruhn (Beschluss Nr. 154/28. April 2009);
- Dan Bedros (Beschluss Nr. 155/28. April 2009);
- Mechtild Gollnick (Nr. 234/30. April 2009);
- Mile Cărpenișan (Beschluss Nr. 90/30. März 2010), post mortem;
- Horia Rusu (Beschluss Nr. 222/29. Juni 2010), post mortem;
- Wilhelm Friedl (Beschluss Nr. 161/10. Mai 2011);
- Ioan Gheorghe Carțiș, ehemaliger Rektor und Lehrer an der Technischen Universität „Politehnica“ (Beschluss Nr. 98/27. März 2012)
- Coriolan Babeți, Kunstkritiker und Ausstellungskurator (Beschluss Nr. 99/27. März 2012);
- Ingo Glass, Künstler (Beschluss Nr. 100/27. März 2012);
- Heinz Doll (Beschluss Nr. 145/24. April 2012);
- Diodor Nicoară (Beschluss Nr. 153/23. Oktober 2012);
- Ilie Stepan (Beschluss Nr. 228/4. Dezember 2012);
- Tiberiu Guban (Beschluss Nr. 268/4. Dezember 2012);
- Gheorghe Băcanu, Prof. Dr. (Beschluss Nr. 151/14. März 2013);
- Francesco Illy (Beschluss Nr. 207/23. April 2013), post mortem;
- Wilhelm Mühle, Landschaftsgärtner (Beschluss Nr. 394/30. Juli 2013), post mortem;
- Chester Mornay Williams, südafrikanischer Rugbyspieler (Beschluss Nr. 539/22. Oktober 2013);
- Victor Cârcu (Beschluss Nr. 589/21. November 2013);
- Mircea Opriță (Beschluss Nr. 599/10. Dezember 2013);
- Ion Marin Almăjan (Beschluss Nr. 130/25. März 2014);
- Paul Neagu (Beschluss Nr. 328/26. Juni 2014);
- Janette Lorent (Beschluss Nr. 330/26. Juni 2014);
- Marc Lorent (Beschluss Nr. 331/26. Juni 2014);
- Eugen Dorcescu (Beschluss Nr. 339/18. Juli 2014);
- Robert Dornhelm (Beschluss Nr. 554/27. November 2014);
- Dorin Sarafoleanu (Beschluss Nr. 578/27. November 2014);
- Stefan Walter Hell, Nobelpreisträger (Beschluss Nr. 27/23. Januar 2015);
- Aurel Carol Nanu, Prof. Dr. Doc. (Beschluss Nr. 28/13. Februar 2015);
- Peter George Oliver Freund (Beschluss Nr. 118/20. März 2015);
- Ceia Tiberiu Aurel (Beschluss Nr. 236/26. Mai 2015);
- Ioan M. Anton, Professor Dr. Ing. Doc. Dr. hc  (Beschluss Nr. 321/31. Juli 2015);
- Coleta de Sabata, Prof. Univ. Dr. (Beschluss Nr. 322/31. Juli 2015);
- Ștefan Iosif Drăgulescu, Prof. Univ. Dr. Med. (Beschluss Nr. 323/31. Juli 2015);
- Mitglieder der Band Cargo (Adrian Armand Bărar, Adrian Gabriel Igrișan, Octavian Pilan, Ionuț Rovin Cârja, Florin Iuliu Barbu, Cosmin Petru Nicoar und Richard Pulp) (Beschluss Nr. 552/16. Dezember 2015)[6]
- Teilnehmer während der Revolution von 1989 und Regimegegner der kommunistischen Regierung in Rumänien von 1945 bis 1989 (Liste in den Anlagen 1 und 2) (Beschluss Nr. 553/16. Dezember 2015);[7][8][9][10]
- Adrian Constantin (2022)[11]
- Ida Jarcsek-Gaza (2024)[12]